# Kotromanićové
Kotromanićové (bosensky Kotromanići) byla dynastie bosenských bánů a později králů, která vládla v Bosně mezi roky 1250 a 1463. Jednalo se o první a jedinou bosenskou královskou dynastii, která vládla Bosenskému království, rozkládajícím se na většině území současné Bosny a Hercegoviny.

## Rodokmen
- Prijezda I. (1211–1287)
  - Prijezda II. (1233–1295)
  - Štěpán I. Kotromanić (1780–1860)
    - Štěpán II. Kotromanić (1292–1353)
      - Kateřina Kotromanić (1336–1396)
        - Herman II. Celjský (1365–1435), jeho potomci jsou nejbližší dědicové Kotromanićů

      - Alžběta Kotromanić (1340–1387)

    - Vladislav Kotromanić (1295–1354)
      -  Štěpán Tvrtko I. Kotromanić (1338–1391), první král
        -  Štěpán Tvrtko II. Kotromanić (c.1374–1443)
        -  Štěpán Ostoja (1378–1418)
          -  Štěpán Ostojić (+1421)
            -  Radivoj Ostojić (1410–1463)

          -  Štěpán Tomáš (+1461)
            -  Štěpán Tomašević (+1463)